# Jaltomata contorta
Jaltomata contorta är en potatisväxtart som först beskrevs av Hipólito Ruiz López och Pav., och fick sitt nu gällande namn av T. Mione. Jaltomata contorta ingår i släktet jaltomator, och familjen potatisväxter. Inga underarter finns listade i Catalogue of Life.